# Cranichis engelii
Cranichis engelii är en orkidéart som beskrevs av Heinrich Gustav Reichenbach. Cranichis engelii ingår i släktet Cranichis, och familjen orkidéer. Inga underarter finns listade i Catalogue of Life.